# 21614 Grochowski
A 21614 Grochowski (ideiglenes jelöléssel 1999 JW75) a Naprendszer kisbolygóövében található aszteroida. A LINEAR projekt keretében fedezték fel 1999. május 10-én.